# Игра в шахматы (картина ван Лейдена)
Игра в шахматы (нидерл. De schaakspelers) — одно из первых произведений нидерландской жанровой живописи, атрибутируется художнику Лукасу ван Лейдену (нидерл. Lucas van Leyden, 1494—1533). На картине представлена единственная дошедшая до нашего времени позиция в курьерских шахматах.

## Происхождение и судьба картины
Картина атрибутируется нидерландскому художнику Лукасу ван Лейдену, которому в год её создания (1508) было только четырнадцать лет. Он был пионером нидерландской жанровой живописи, другими его известными жанровыми работами, близкими к «Игре в шахматы» по сюжету, были «Игроки в карты» (различными картинами художника на эту тему обладают: Париж, Лувр, эту картину относят также к 1508 году; Национальная галерея искусств, Вашингтон; Wilton House, Salisbury; Музей Тиссена-Борнемисы, Мадрид).
«Игра в шахматы» Ван Лейдена была приобретена в 1874 году Берлинской картинной галереей (нем. Gemäldegalerie) из коллекции Barthold Suermondt. Перед Второй мировой войной картина являлась частью коллекции музея кайзера Фридриха в Берлине. В 1943 году из-за бомбардировок союзников коллекция была перемещена в бомбоубежище на Донхоффштрассе, а затем — в бункер вблизи Александерплац. В марте 1945 года началась эвакуация коллекции. Картины были спрятаны в соляной шахте под Эрфуртом на глубине 1609,58 метров. В ноябре 1945 года картина оказалась в США, хранилась в Национальной художественной галерее Вашингтона. В начале 1948 года картина вернулась на родину, где первоначально была выставлена в зале «Хаус дер Кунц» в Мюнхене.

## Сюжет картины
За шахматной доской сошлись девушка и мужчина средних лет. Он проигрывает партию и чешет себе затылок в затруднении. Вокруг толпятся зеваки, оживлённо беседующие между собой. Пожилой персонаж один пристально следил за ходом партии и продолжает смотреть на доску. Основываясь на соотношении возрастов героев картины и их социальном положении, было выдвинуто предположение, что она изображает партию между женихом и невестой в присутствии её отца и родственников будущих супругов.
Персонажи типичны для ранних работ художника, где он изображал представителей бюргерства, однако их костюмы содержат элементы придворной моды. Фигуры изображены в неудобных позах, у них короткие пухлые руки, лица второстепенных персонажей лишь частично видны.

## Позиция на доске
Правила в курьерских шахматах, изображённых на картине, отличались от современных. Доска была размером двенадцать на восемь клеток. Буквенной и цифровой разметки доски в этой разновидности шахмат в XVI веке не существовало; записанных шахматной нотацией партий курьерских шахмат этого времени до нас не дошло (на реконструкциях позиции на картине ван Лейдена принято вопреки современным правилам размещать чёрные фигуры в нижней части диаграммы).
Король (чёрный на g4, белый на е3) по правилам курьерских шахмат не мог использовать рокировку. Во всём остальном на него распространяются современные правила. Ладья (g3) и конь (i6) передвигались по современным правилам. Пешка не имела права первого хода на две клетки (кроме хода в самом начале партии), при достижении конца доски могла превратиться только в «королеву». «Курьер» (белый на g6, чёрный на e1) — современный слон: ходил на любое число клеток по диагонали. Он считался самой сильной фигурой. «Епископ» (чёрный на e7) ходит только на две клетки по диагонали, но может перепрыгнуть фигуру на своем пути. «Королева» (белая — b2, чёрная — d5) — только на одну клетку по диагонали. «Мудрец» (чёрный на k3, частично его закрывает рука девушки) ходит как король, но может быть съеден, как любая другая фигура.
На картине представлена позиция, в которой по правилам курьерских шахмат XVI века борьба ещё должна продолжаться: королева ходит только на одну клетку по диагонали, поэтому партия не заканчивается матом (последний ход чёрных — Лg3+), как это было бы в современных шахматах, однако преимущество чёрных бесспорно (в позиционном и материальном плане).

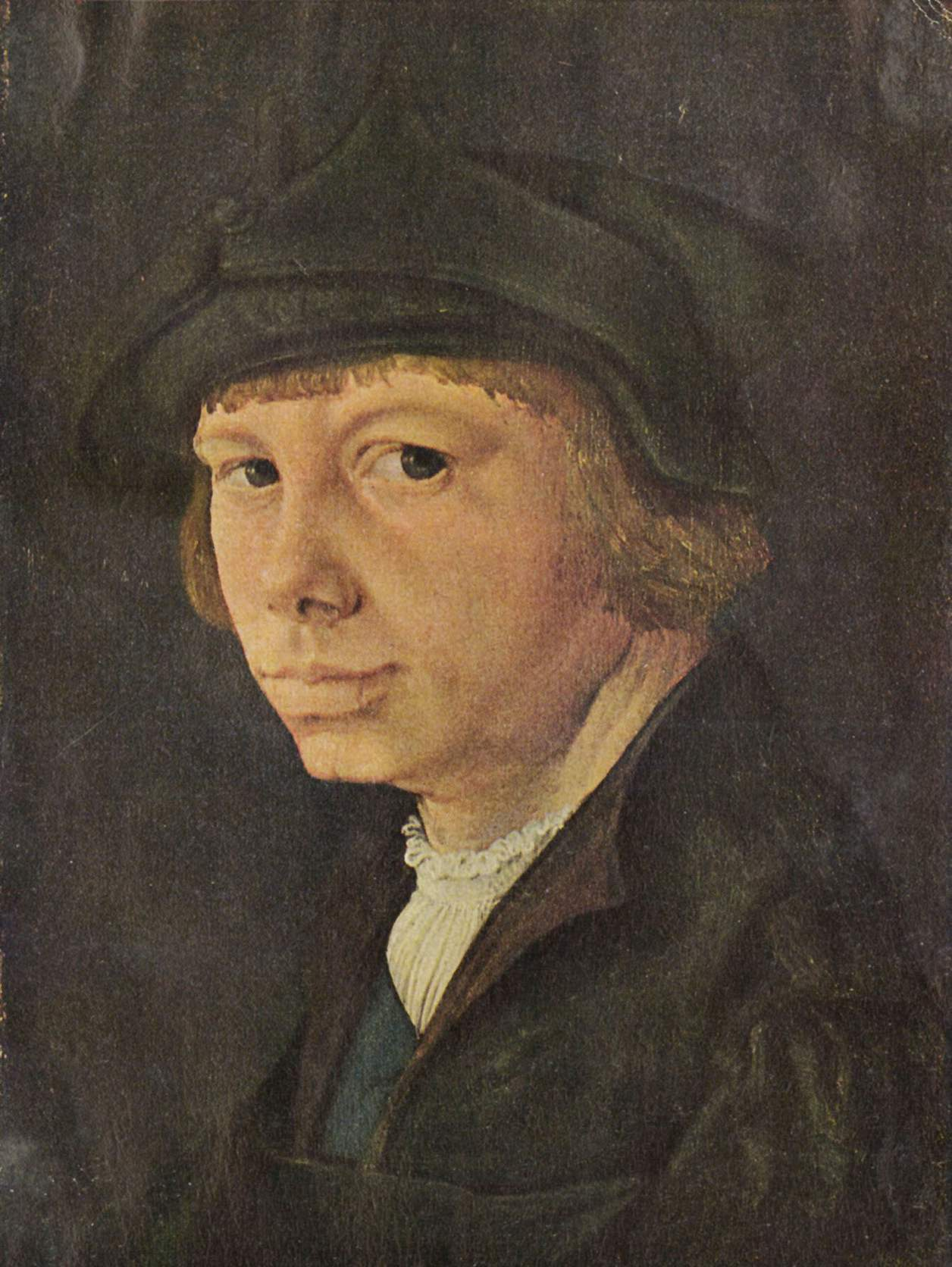
Лукас ван Лейден. Автопортрет
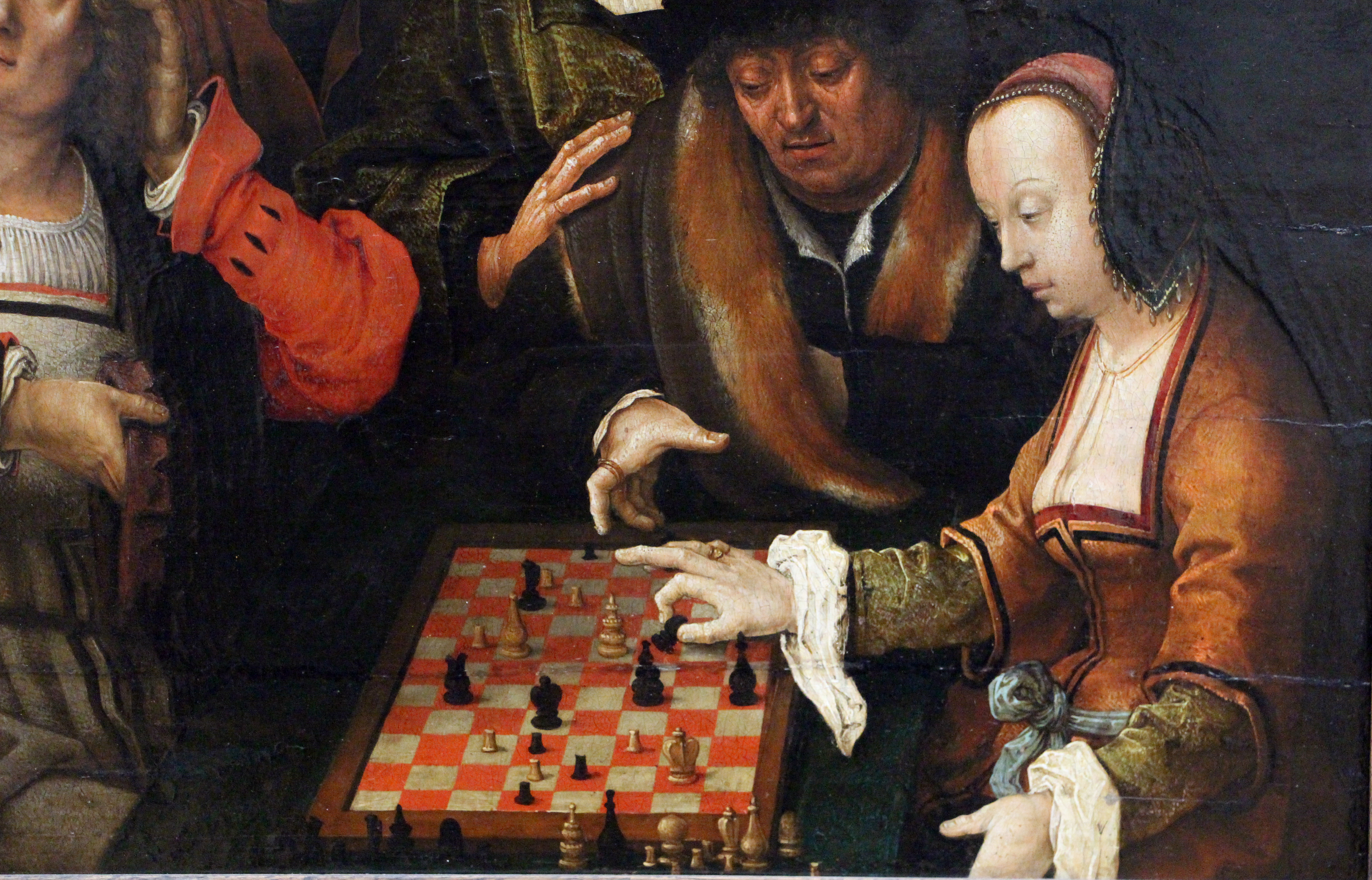
Лукас ван Лейден. Игра в шахматы. Фрагмент
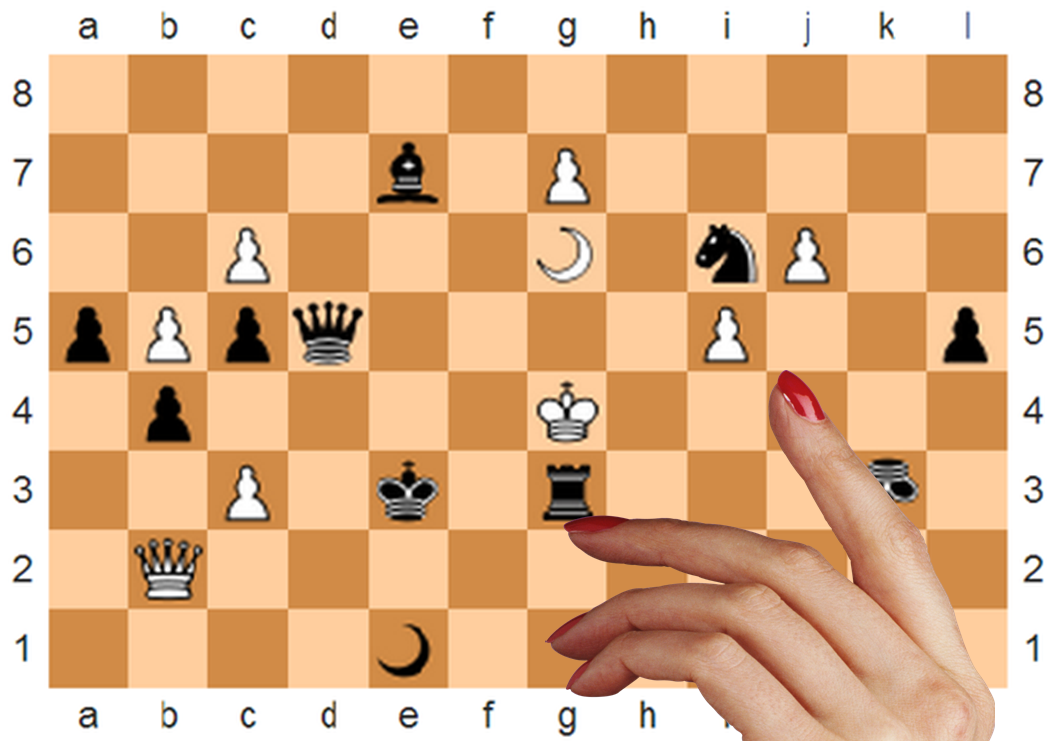
Позиция на шахматной доске, изображённая на картине[8].

## Картина в филателии[20]
- КНДР, 18 сентября 1988. Серия «Живопись», посвящённая выставке «Филацепт 88» (проходившей в Гааге). На одной из марок изображена картина Лукаса ван Лейдена «Игра в шахматы»[21]
- Парагвай, 23 января 1978. Серия «Шахматы в живописи», посвящённая Шахматной олимпиаде в Буэнос-Айресе. На марке номиналом два гуарани изображён сильно изменённый фрагмент картины Лукаса ван Лейдена «Игра в шахматы».
- Картина была изображена в 2013 году на почтовом блоке для марки Мозамбика в серии «Шахматы в искусстве», сама марка содержит изображение картины Хуана Гриса «Шахматная доска»[22].

## Комментарии
1. ↑  Наиболее распространённый вариант названия картины, принятый в СССР[5][6][7]. Иные используемые названия: «Шахматисты», «Игроки в шахматы».